# G4 (canal de televisión)
G4, también conocido como G4 TV, fue un canal de televisión por cable y satélite de Estados Unidos orientado a los espectadores de entre 12 y 34 años, dedicado al mundo de los videojuegos; aunque también transmitía series variadas. G4 fue lanzado el 24 de abril de 2002. Su sede principal se encontraba en Los Ángeles, California y era propiedad de G4 Media (que, a su vez, es propiedad principalmente de Hearst Communications). G4 estaba disponible en 62 millones de hogares que disponían de televisión por cable y satélite en los Estados Unidos. También tenía su versión canadiense, llamada G4techTV Canadá.
El nombre "G4" originalmente era para las cuatro generaciones de videojuegos (texto, los sprites, polígonos y texturas). El canal cesó sus transmisiones el 31 de diciembre de 2014.
El 24 de julio de 2020, se anunció un renacimiento de la marca G4. No se proporcionó información sobre la forma que tendría la encarnación del avivamiento, pero está programado para lanzarse en 2021.
El 16 de octubre de 2022, se anuncia que cerrará sus transmisiones nuevamente el 18 de noviembre de 2022.
Hubo un rumor el 13 de marzo de 2023 donde se decía que G4 volvería en algún momento de 2025, hasta la fecha no se ha confirmado nada sobre esa posibilidad.

## Logotipos
- G4 (TV channel)